# Kalol
Kalol ist eine Stadt im indischen Bundesstaat Gujarat. Sie bildet eine Vorstadt von Ahmedabad.
Die Stadt ist der Hauptort des Distrikt Gandhinagar. Kalol hat den Status einer Municipality. Die Stadt ist in 9 Wards (Wahlkreise) gegliedert.

## Klima
Kalol hat ein Monsunklima mit drei Hauptjahreszeiten: Sommer, Monsunzeit und Winter. Das Klima ist außerhalb der Monsunzeit im Allgemeinen trocken und heiß. Die Rekordtemperatur betrug 48,8 Grad und wurde 2016 erreicht.

## Demografie
Die Einwohnerzahl der Stadt liegt laut der Volkszählung von 2011 bei 134.426. Kalol hat ein Geschlechterverhältnis von 891 Frauen pro 1000 Männer und damit einen für Indien üblichen Männerüberschuss. Die Alphabetisierungsrate lag bei 87,6 % im Jahr 2011. Knapp 86 % der Bevölkerung sind Hindus, ca. 12 % sind Muslime und ca. 2 % gehören einer anderen oder keiner Religion an. 11,3 % der Bevölkerung sind Kinder unter 6 Jahren.

## Wirtschaft
Kalol besitzt den Charakter einer Industriestadt. Die Indian Farmers Fertiliser Cooperative besitzt in Kalol eine Düngerfabrik.

## Infrastruktur
Der Bahnhof von Kalol liegt an der Hauptbahnlinie, die Ahmedabad mit Delhi und anderen indischen Städten verbindet.